# Verjamem (politična stranka)
Verjamem, slovenska politična stranka, ki jo je leta 2014 ustanovil Igor Šoltes. S stranko se je uspešno udeležil evropskih volitev in bil izvoljen za poslanca. Stranki Verjamem na državnozborskih volitvah 2014 ni uspelo. 